# 1750
Portal Geschichte | Portal Biografien | Aktuelle Ereignisse | Jahreskalender | Tagesartikel

◄ |
17. Jahrhundert |
18. Jahrhundert
| 19. Jahrhundert | ►

◄ |
1720er |
1730er |
1740er |
1750er
| 1760er | 1770er | 1780er | ►

◄◄ |
◄ |
1746 |
1747 |
1748 |
1749 |
1750
| 1751 | 1752 | 1753 | 1754 | ► | ►►
Staatsoberhäupter  · Nekrolog  · Literaturjahr · Musikjahr
| Januar | Januar | Januar | Januar | Januar | Januar | Januar | Januar |
| Kw     | Mo     | Di     | Mi     | Do     | Fr     | Sa     | So     |
| ------ | ------ | ------ | ------ | ------ | ------ | ------ | ------ |
| 1      |        |        |        | 1      | 2      | 3      | 4      |
| 2      | 5      | 6      | 7      | 8      | 9      | 10     | 11     |
| 3      | 12     | 13     | 14     | 15     | 16     | 17     | 18     |
| 4      | 19     | 20     | 21     | 22     | 23     | 24     | 25     |
| 5      | 26     | 27     | 28     | 29     | 30     | 31     |        |

| Februar | Februar | Februar | Februar | Februar | Februar | Februar | Februar |
| Kw      | Mo      | Di      | Mi      | Do      | Fr      | Sa      | So      |
| ------- | ------- | ------- | ------- | ------- | ------- | ------- | ------- |
| 5       |         |         |         |         |         |         | 1       |
| 6       | 2       | 3       | 4       | 5       | 6       | 7       | 8       |
| 7       | 9       | 10      | 11      | 12      | 13      | 14      | 15      |
| 8       | 16      | 17      | 18      | 19      | 20      | 21      | 22      |
| 9       | 23      | 24      | 25      | 26      | 27      | 28      |         |

| März | März | März | März | März | März | März | März |
| Kw   | Mo   | Di   | Mi   | Do   | Fr   | Sa   | So   |
| ---- | ---- | ---- | ---- | ---- | ---- | ---- | ---- |
| 9    |      |      |      |      |      |      | 1    |
| 10   | 2    | 3    | 4    | 5    | 6    | 7    | 8    |
| 11   | 9    | 10   | 11   | 12   | 13   | 14   | 15   |
| 12   | 16   | 17   | 18   | 19   | 20   | 21   | 22   |
| 13   | 23   | 24   | 25   | 26   | 27   | 28   | 29   |
| 14   | 30   | 31   |      |      |      |      |      |

| April | April | April | April | April | April | April | April |
| Kw    | Mo    | Di    | Mi    | Do    | Fr    | Sa    | So    |
| ----- | ----- | ----- | ----- | ----- | ----- | ----- | ----- |
| 14    |       |       | 1     | 2     | 3     | 4     | 5     |
| 15    | 6     | 7     | 8     | 9     | 10    | 11    | 12    |
| 16    | 13    | 14    | 15    | 16    | 17    | 18    | 19    |
| 17    | 20    | 21    | 22    | 23    | 24    | 25    | 26    |
| 18    | 27    | 28    | 29    | 30    |       |       |       |

| Mai | Mai | Mai | Mai | Mai | Mai | Mai | Mai |
| Kw  | Mo  | Di  | Mi  | Do  | Fr  | Sa  | So  |
| --- | --- | --- | --- | --- | --- | --- | --- |
| 18  |     |     |     |     | 1   | 2   | 3   |
| 19  | 4   | 5   | 6   | 7   | 8   | 9   | 10  |
| 20  | 11  | 12  | 13  | 14  | 15  | 16  | 17  |
| 21  | 18  | 19  | 20  | 21  | 22  | 23  | 24  |
| 22  | 25  | 26  | 27  | 28  | 29  | 30  | 31  |

| Juni | Juni | Juni | Juni | Juni | Juni | Juni | Juni |
| Kw   | Mo   | Di   | Mi   | Do   | Fr   | Sa   | So   |
| ---- | ---- | ---- | ---- | ---- | ---- | ---- | ---- |
| 23   | 1    | 2    | 3    | 4    | 5    | 6    | 7    |
| 24   | 8    | 9    | 10   | 11   | 12   | 13   | 14   |
| 25   | 15   | 16   | 17   | 18   | 19   | 20   | 21   |
| 26   | 22   | 23   | 24   | 25   | 26   | 27   | 28   |
| 27   | 29   | 30   |      |      |      |      |      |

| Juli | Juli | Juli | Juli | Juli | Juli | Juli | Juli |
| Kw   | Mo   | Di   | Mi   | Do   | Fr   | Sa   | So   |
| ---- | ---- | ---- | ---- | ---- | ---- | ---- | ---- |
| 27   |      |      | 1    | 2    | 3    | 4    | 5    |
| 28   | 6    | 7    | 8    | 9    | 10   | 11   | 12   |
| 29   | 13   | 14   | 15   | 16   | 17   | 18   | 19   |
| 30   | 20   | 21   | 22   | 23   | 24   | 25   | 26   |
| 31   | 27   | 28   | 29   | 30   | 31   |      |      |

| August | August | August | August | August | August | August | August |
| Kw     | Mo     | Di     | Mi     | Do     | Fr     | Sa     | So     |
| ------ | ------ | ------ | ------ | ------ | ------ | ------ | ------ |
| 31     |        |        |        |        |        | 1      | 2      |
| 32     | 3      | 4      | 5      | 6      | 7      | 8      | 9      |
| 33     | 10     | 11     | 12     | 13     | 14     | 15     | 16     |
| 34     | 17     | 18     | 19     | 20     | 21     | 22     | 23     |
| 35     | 24     | 25     | 26     | 27     | 28     | 29     | 30     |
| 36     | 31     |        |        |        |        |        |        |

| September | September | September | September | September | September | September | September |
| Kw        | Mo        | Di        | Mi        | Do        | Fr        | Sa        | So        |
| --------- | --------- | --------- | --------- | --------- | --------- | --------- | --------- |
| 36        |           | 1         | 2         | 3         | 4         | 5         | 6         |
| 37        | 7         | 8         | 9         | 10        | 11        | 12        | 13        |
| 38        | 14        | 15        | 16        | 17        | 18        | 19        | 20        |
| 39        | 21        | 22        | 23        | 24        | 25        | 26        | 27        |
| 40        | 28        | 29        | 30        |           |           |           |           |

| Oktober | Oktober | Oktober | Oktober | Oktober | Oktober | Oktober | Oktober |
| Kw      | Mo      | Di      | Mi      | Do      | Fr      | Sa      | So      |
| ------- | ------- | ------- | ------- | ------- | ------- | ------- | ------- |
| 40      |         |         |         | 1       | 2       | 3       | 4       |
| 41      | 5       | 6       | 7       | 8       | 9       | 10      | 11      |
| 42      | 12      | 13      | 14      | 15      | 16      | 17      | 18      |
| 43      | 19      | 20      | 21      | 22      | 23      | 24      | 25      |
| 44      | 26      | 27      | 28      | 29      | 30      | 31      |         |

| November | November | November | November | November | November | November | November |
| Kw       | Mo       | Di       | Mi       | Do       | Fr       | Sa       | So       |
| -------- | -------- | -------- | -------- | -------- | -------- | -------- | -------- |
| 44       |          |          |          |          |          |          | 1        |
| 45       | 2        | 3        | 4        | 5        | 6        | 7        | 8        |
| 46       | 9        | 10       | 11       | 12       | 13       | 14       | 15       |
| 47       | 16       | 17       | 18       | 19       | 20       | 21       | 22       |
| 48       | 23       | 24       | 25       | 26       | 27       | 28       | 29       |
| 49       | 30       |          |          |          |          |          |          |

| Dezember | Dezember | Dezember | Dezember | Dezember | Dezember | Dezember | Dezember |
| Kw       | Mo       | Di       | Mi       | Do       | Fr       | Sa       | So       |
| -------- | -------- | -------- | -------- | -------- | -------- | -------- | -------- |
| 49       |          | 1        | 2        | 3        | 4        | 5        | 6        |
| 50       | 7        | 8        | 9        | 10       | 11       | 12       | 13       |
| 51       | 14       | 15       | 16       | 17       | 18       | 19       | 20       |
| 52       | 21       | 22       | 23       | 24       | 25       | 26       | 27       |
| 53       | 28       | 29       | 30       | 31       |          |          |          |

| Januar | Januar | Januar | Januar | Januar | Januar | Januar | Januar |
| Kw     | Mo     | Di     | Mi     | Do     | Fr     | Sa     | So     |
| ------ | ------ | ------ | ------ | ------ | ------ | ------ | ------ |
| 1      |        |        |        | 1      | 2      | 3      | 4      |
| 2      | 5      | 6      | 7      | 8      | 9      | 10     | 11     |
| 3      | 12     | 13     | 14     | 15     | 16     | 17     | 18     |
| 4      | 19     | 20     | 21     | 22     | 23     | 24     | 25     |
| 5      | 26     | 27     | 28     | 29     | 30     | 31     |        |

| Februar | Februar | Februar | Februar | Februar | Februar | Februar | Februar |
| Kw      | Mo      | Di      | Mi      | Do      | Fr      | Sa      | So      |
| ------- | ------- | ------- | ------- | ------- | ------- | ------- | ------- |
| 5       |         |         |         |         |         |         | 1       |
| 6       | 2       | 3       | 4       | 5       | 6       | 7       | 8       |
| 7       | 9       | 10      | 11      | 12      | 13      | 14      | 15      |
| 8       | 16      | 17      | 18      | 19      | 20      | 21      | 22      |
| 9       | 23      | 24      | 25      | 26      | 27      | 28      |         |

| März | März | März | März | März | März | März | März |
| Kw   | Mo   | Di   | Mi   | Do   | Fr   | Sa   | So   |
| ---- | ---- | ---- | ---- | ---- | ---- | ---- | ---- |
| 9    |      |      |      |      |      |      | 1    |
| 10   | 2    | 3    | 4    | 5    | 6    | 7    | 8    |
| 11   | 9    | 10   | 11   | 12   | 13   | 14   | 15   |
| 12   | 16   | 17   | 18   | 19   | 20   | 21   | 22   |
| 13   | 23   | 24   | 25   | 26   | 27   | 28   | 29   |
| 14   | 30   | 31   |      |      |      |      |      |

| April | April | April | April | April | April | April | April |
| Kw    | Mo    | Di    | Mi    | Do    | Fr    | Sa    | So    |
| ----- | ----- | ----- | ----- | ----- | ----- | ----- | ----- |
| 14    |       |       | 1     | 2     | 3     | 4     | 5     |
| 15    | 6     | 7     | 8     | 9     | 10    | 11    | 12    |
| 16    | 13    | 14    | 15    | 16    | 17    | 18    | 19    |
| 17    | 20    | 21    | 22    | 23    | 24    | 25    | 26    |
| 18    | 27    | 28    | 29    | 30    |       |       |       |

| Mai | Mai | Mai | Mai | Mai | Mai | Mai | Mai |
| Kw  | Mo  | Di  | Mi  | Do  | Fr  | Sa  | So  |
| --- | --- | --- | --- | --- | --- | --- | --- |
| 18  |     |     |     |     | 1   | 2   | 3   |
| 19  | 4   | 5   | 6   | 7   | 8   | 9   | 10  |
| 20  | 11  | 12  | 13  | 14  | 15  | 16  | 17  |
| 21  | 18  | 19  | 20  | 21  | 22  | 23  | 24  |
| 22  | 25  | 26  | 27  | 28  | 29  | 30  | 31  |

| Juni | Juni | Juni | Juni | Juni | Juni | Juni | Juni |
| Kw   | Mo   | Di   | Mi   | Do   | Fr   | Sa   | So   |
| ---- | ---- | ---- | ---- | ---- | ---- | ---- | ---- |
| 23   | 1    | 2    | 3    | 4    | 5    | 6    | 7    |
| 24   | 8    | 9    | 10   | 11   | 12   | 13   | 14   |
| 25   | 15   | 16   | 17   | 18   | 19   | 20   | 21   |
| 26   | 22   | 23   | 24   | 25   | 26   | 27   | 28   |
| 27   | 29   | 30   |      |      |      |      |      |

| Juli | Juli | Juli | Juli | Juli | Juli | Juli | Juli |
| Kw   | Mo   | Di   | Mi   | Do   | Fr   | Sa   | So   |
| ---- | ---- | ---- | ---- | ---- | ---- | ---- | ---- |
| 27   |      |      | 1    | 2    | 3    | 4    | 5    |
| 28   | 6    | 7    | 8    | 9    | 10   | 11   | 12   |
| 29   | 13   | 14   | 15   | 16   | 17   | 18   | 19   |
| 30   | 20   | 21   | 22   | 23   | 24   | 25   | 26   |
| 31   | 27   | 28   | 29   | 30   | 31   |      |      |

| August | August | August | August | August | August | August | August |
| Kw     | Mo     | Di     | Mi     | Do     | Fr     | Sa     | So     |
| ------ | ------ | ------ | ------ | ------ | ------ | ------ | ------ |
| 31     |        |        |        |        |        | 1      | 2      |
| 32     | 3      | 4      | 5      | 6      | 7      | 8      | 9      |
| 33     | 10     | 11     | 12     | 13     | 14     | 15     | 16     |
| 34     | 17     | 18     | 19     | 20     | 21     | 22     | 23     |
| 35     | 24     | 25     | 26     | 27     | 28     | 29     | 30     |
| 36     | 31     |        |        |        |        |        |        |

| September | September | September | September | September | September | September | September |
| Kw        | Mo        | Di        | Mi        | Do        | Fr        | Sa        | So        |
| --------- | --------- | --------- | --------- | --------- | --------- | --------- | --------- |
| 36        |           | 1         | 2         | 3         | 4         | 5         | 6         |
| 37        | 7         | 8         | 9         | 10        | 11        | 12        | 13        |
| 38        | 14        | 15        | 16        | 17        | 18        | 19        | 20        |
| 39        | 21        | 22        | 23        | 24        | 25        | 26        | 27        |
| 40        | 28        | 29        | 30        |           |           |           |           |

| Oktober | Oktober | Oktober | Oktober | Oktober | Oktober | Oktober | Oktober |
| Kw      | Mo      | Di      | Mi      | Do      | Fr      | Sa      | So      |
| ------- | ------- | ------- | ------- | ------- | ------- | ------- | ------- |
| 40      |         |         |         | 1       | 2       | 3       | 4       |
| 41      | 5       | 6       | 7       | 8       | 9       | 10      | 11      |
| 42      | 12      | 13      | 14      | 15      | 16      | 17      | 18      |
| 43      | 19      | 20      | 21      | 22      | 23      | 24      | 25      |
| 44      | 26      | 27      | 28      | 29      | 30      | 31      |         |

| November | November | November | November | November | November | November | November |
| Kw       | Mo       | Di       | Mi       | Do       | Fr       | Sa       | So       |
| -------- | -------- | -------- | -------- | -------- | -------- | -------- | -------- |
| 44       |          |          |          |          |          |          | 1        |
| 45       | 2        | 3        | 4        | 5        | 6        | 7        | 8        |
| 46       | 9        | 10       | 11       | 12       | 13       | 14       | 15       |
| 47       | 16       | 17       | 18       | 19       | 20       | 21       | 22       |
| 48       | 23       | 24       | 25       | 26       | 27       | 28       | 29       |
| 49       | 30       |          |          |          |          |          |          |

| Dezember | Dezember | Dezember | Dezember | Dezember | Dezember | Dezember | Dezember |
| Kw       | Mo       | Di       | Mi       | Do       | Fr       | Sa       | So       |
| -------- | -------- | -------- | -------- | -------- | -------- | -------- | -------- |
| 49       |          | 1        | 2        | 3        | 4        | 5        | 6        |
| 50       | 7        | 8        | 9        | 10       | 11       | 12       | 13       |
| 51       | 14       | 15       | 16       | 17       | 18       | 19       | 20       |
| 52       | 21       | 22       | 23       | 24       | 25       | 26       | 27       |
| 53       | 28       | 29       | 30       | 31       |          |          |          |

## Ereignisse

### Politik und Weltgeschehen

#### Europa
- 13. Januar: Im Vertrag von Madrid verständigen sich Spanien und Portugal auf eine Neudefinition der Grenzen ihrer Besitzungen in Südamerika. Er ersetzt mehrere ältere Vertragsdokumente. Als Ergebnis des Vertrages übergibt Portugal Spanien die Colonia del Sacramento und erhält im Gegenzug unter anderem die südlichen Territorien an der Quelle des Río Ibicuí. In den davon ebenfalls betroffenen Jesuitenreduktionen regt sich Widerstand.
- Im Vertrag von Madrid einigen sich Spanien und Großbritannien den im Frieden von Aachen bestätigten Asiento de Negros gegen ein Entgelt von 100.000 Pfund aufzulösen.
- 4. Juni: Josef Friedrich Wilhelm wird nach dem Tod seines unverheirateten Cousins Friedrich Ludwig Fürst von Hohenzollern-Hechingen. Am 25. Juni heiratet er die reiche spanische Erbtochter Maria Theresia Folch de Cardona y Sylva, Gräfin zu Guadalest und Castilnovo, die als Heiratsbedingung die Ausweisung sämtlicher Juden aus dem Fürstentum fordert. Da die junge Fürstin am 25. September in Wien ertrinkt, wird die Ausweisung nicht durchgeführt. Josef Friedrich Wilhelm erweist sich in der Folge tolerant gegenüber anderen Religionsgemeinschaften.
- 31. Juli: Nach dem Tode Johanns V. von Portugal besteigt dessen Sohn Joseph I. den Thron. Da der aufgeklärte Herrscher zu Lebzeiten seines Vaters dessen Verschwendungssucht und Unterstützung der Inquisition kritisiert hat, beruft er nur Adelige in seinen Beraterstab, die in Opposition zu seinem Vater gestanden sind, darunter auch Sebastião José de Carvalho e Melo, den späteren Marquês de Pombal.
- König Friedrich II. von Preußen erlässt mit dem Revidierten General-Privileg eine neue Judenordnung, die die preußischen Juden in sechs Klassen einteilt und unter anderem bewirkt, dass nur wenige reiche jüdische Familien in größeren Städten leben dürfen, die die merkantilistische Politik des preußischen Königs unterstützen. Die Masse der Juden muss auf dem Land oder in kleinen Städten leben. Trotz der Restriktionen wächst die Zahl der in Brandenburg lebenden jüdischen Familien weiter an.

#### Asien
- 13. Januar: Sulaiman II. aus der Dynastie der Safawiden besteigt nach dem Sieg über Schah Ruch den persischen Thron. Doch schon zum Nouruzfest Ende März wird er gestürzt und getötet. Der Afscharide Schah Ruch wird befreit und besteigt neuerlich den Pfauenthron.
- 11. November: Gyurme Namgyel, der als Herrscher von Tibet versucht hat, mit Hilfe der Dsungarei die chinesische Vorherrschaft in seinem Reich zu brechen, wird von zwei chinesischen Ambanen zusammen mit seinen Begleitern ermordet. Nur sein Haushofmeister Lobsang Trashi kann durch einen Sprung aus dem Fenster entkommen. Er entfesselt kurz danach einen Aufstand, der jedoch keine Unterstützung beim tibetischen Adel erhält und rasch wieder zusammenbricht. Der 7. Dalai Lama Kelsang Gyatsho wird neuer tibetischer Herrscher unter der Oberhoheit Chinas.

#### Afrika
- Nach dem Tod von Opoku Ware I. kommt es in der Hauptstadt Kumasi zu Kämpfen um die Herrschaft im Aschantireich. Kusi Obodom setzt sich schließlich durch und wird dritter Asantehene. Er genießt jedoch nur geringes Ansehen.

#### Amerika
- Die verbündeten Arapaho und Cheyenne werden ab 1750 zu den politisch und militärisch dominierenden Stämmen der Central Great Plains.

### Wirtschaft

#### Geldwirtschaft
- Deutsche Währungsgeschichte vor 1871: Friedrich der Große beauftragt den preußischen Generalmünzdirektor Johann Philipp Graumann mit der Reform des Preußischen Münzsystems. Der Graumannsche Münzfuß, nach dem 14 preußische Reichstaler aus einer feinen Kölnischen Mark Silber geprägt werden, verbreitet sich rasch.
- 7. November: In den österreichischen Ländern löst der Konventionstaler (10 Taler aus der feinen Mark) den bisher geltenden Reichstaler ab.
- Mecklenburgische Münzgeschichte: Mecklenburg prägt deutlich geringhaltigere Münzen, deren Umlauf in Preußen verboten wird.

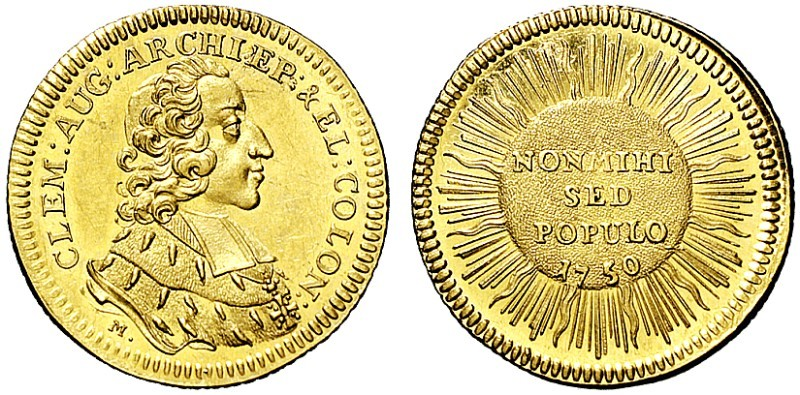
Erzbistum Köln Dukat 1750

#### Unternehmensgründungen
- 29. Juni: Die erste Ausgabe der Hannoverschen Anzeigen erscheint. Gedruckt wird das Blatt bei der Landschaftlichen Buchdruckerey. Verleger ist Heinrich Ernst Christoph Schlüter in dem von Albrecht Christoph von Wüllen ebenfalls 1750 gegründeten Intelligenz-Comptoir.

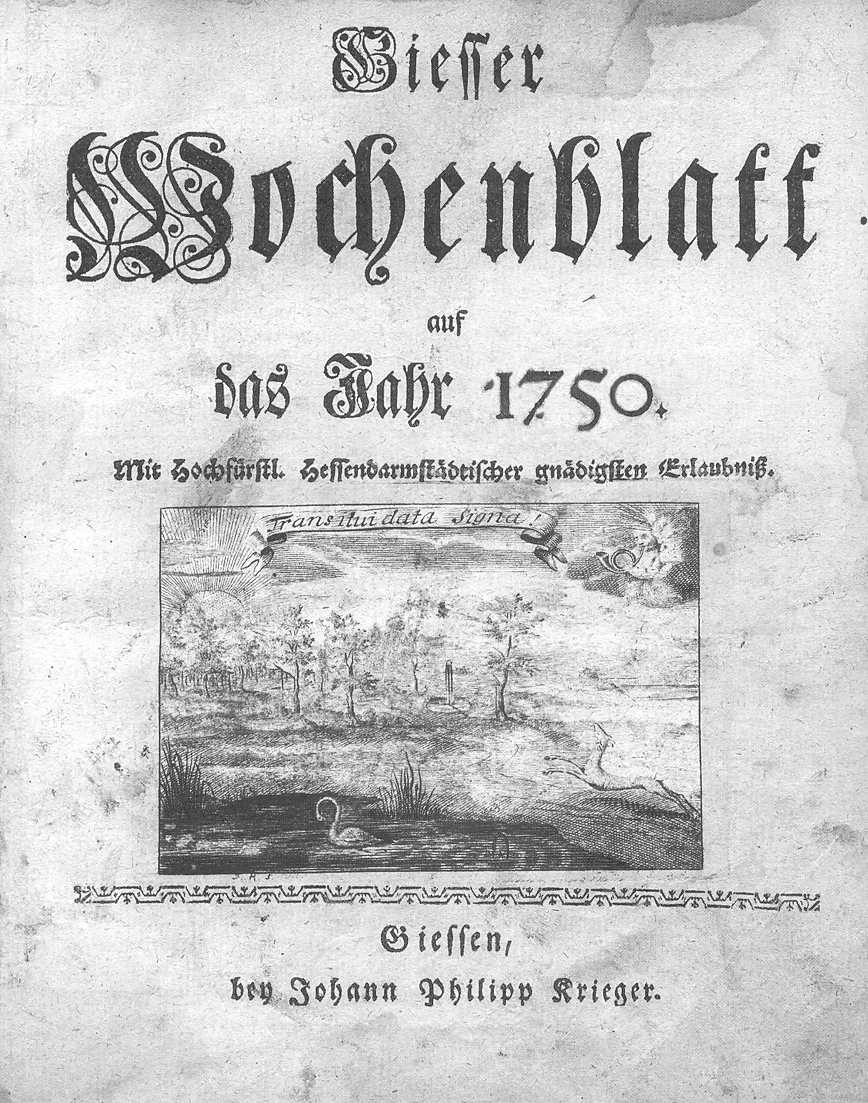
Titelseite des Ankündigungstextes

- Das Giesser Wochenblatt wird gegründet.
- Die Schleswig-Holsteinischen Anzeigen erscheinen erstmals.
- Die Landschaftliche Brandkasse Hannover wird gegründet.
- In Huppendorf wird die Brauerei Grasser gegründet.
- Die Ölmühle Connemann wird gegründet.

### Wissenschaft und Technik
- 16. Dezember: In Christiania wird die Krigsskolen als Den frie matematiske skole i Christiania durch königliches Dekret errichtet.

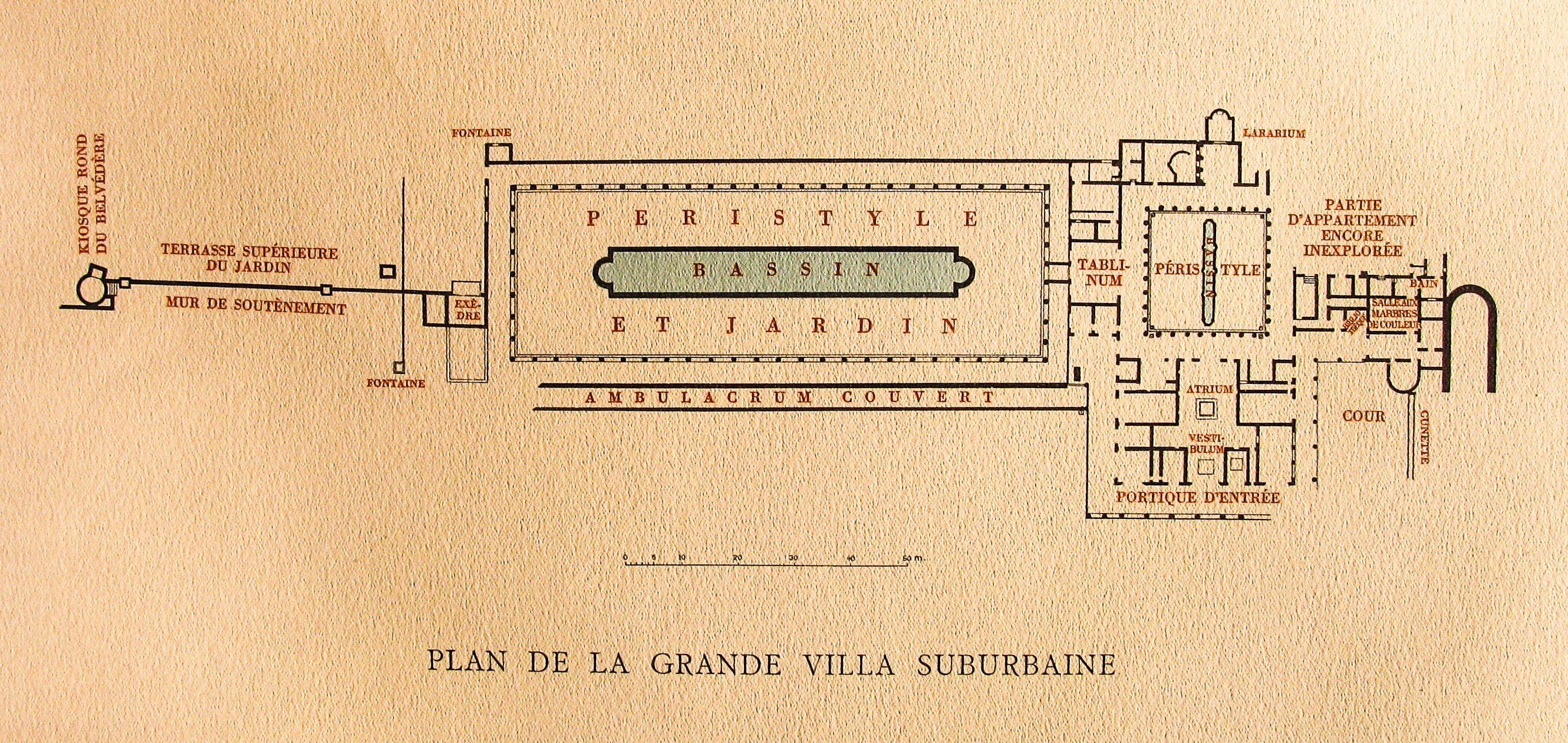
Plan der Villa dei Papiri

- Der Schweizer Archäologe Karl Weber entdeckt die antike Villa dei Papiri bei Herculaneum.
- Der französische Mönch und Astronom Nicolas-Louis de Lacaille reist ans Kap der Guten Hoffnung, um dort die Parallaxen des Mondes, der Venus und des Mars genauer zu berechnen.
- Im habsburgischen Rovereto gründen junge Intellektuelle die wissenschaftliche Gesellschaft Accademia Roveretana degli Agiati.

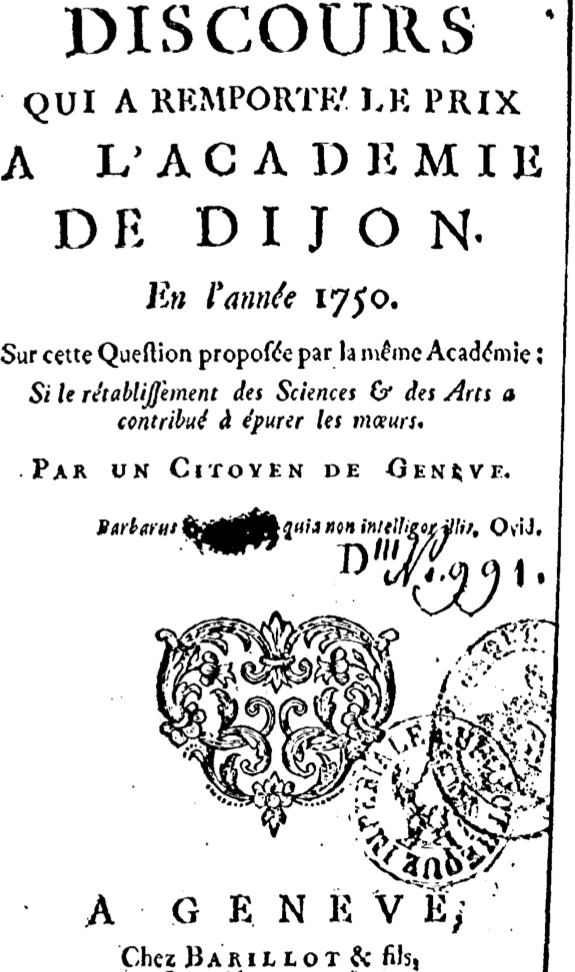
Titelblatt von Rousseaus Discours sur les Sciences et les Arts

- Jean-Jacques Rousseau verfasst und veröffentlicht den Discours sur les sciences et les arts (Abhandlung über die Wissenschaften und die Künste).

### Kultur
- 12. Januar: Die Uraufführung der Oper Attilio Regolo von Johann Adolph Hasse auf das Libretto von Pietro Metastasio findet am Hoftheater in Dresden statt. Domenico Annibali, Angelo Amorevoli, Faustina Bordoni und Regina Mingotti singen die Hauptrollen. Im selben Jahr findet zudem eine Aufführung derselben Oper in Mailand statt.
- 16. März: Das dramatische Oratorium Theodora von Georg Friedrich Händel auf das Libretto von Thomas Morell wird vor praktisch leeren Rängen am Theatre Royal in Covent Garden uraufgeführt. Nach zwei weiteren Aufführungen wird das Werk abgesetzt.

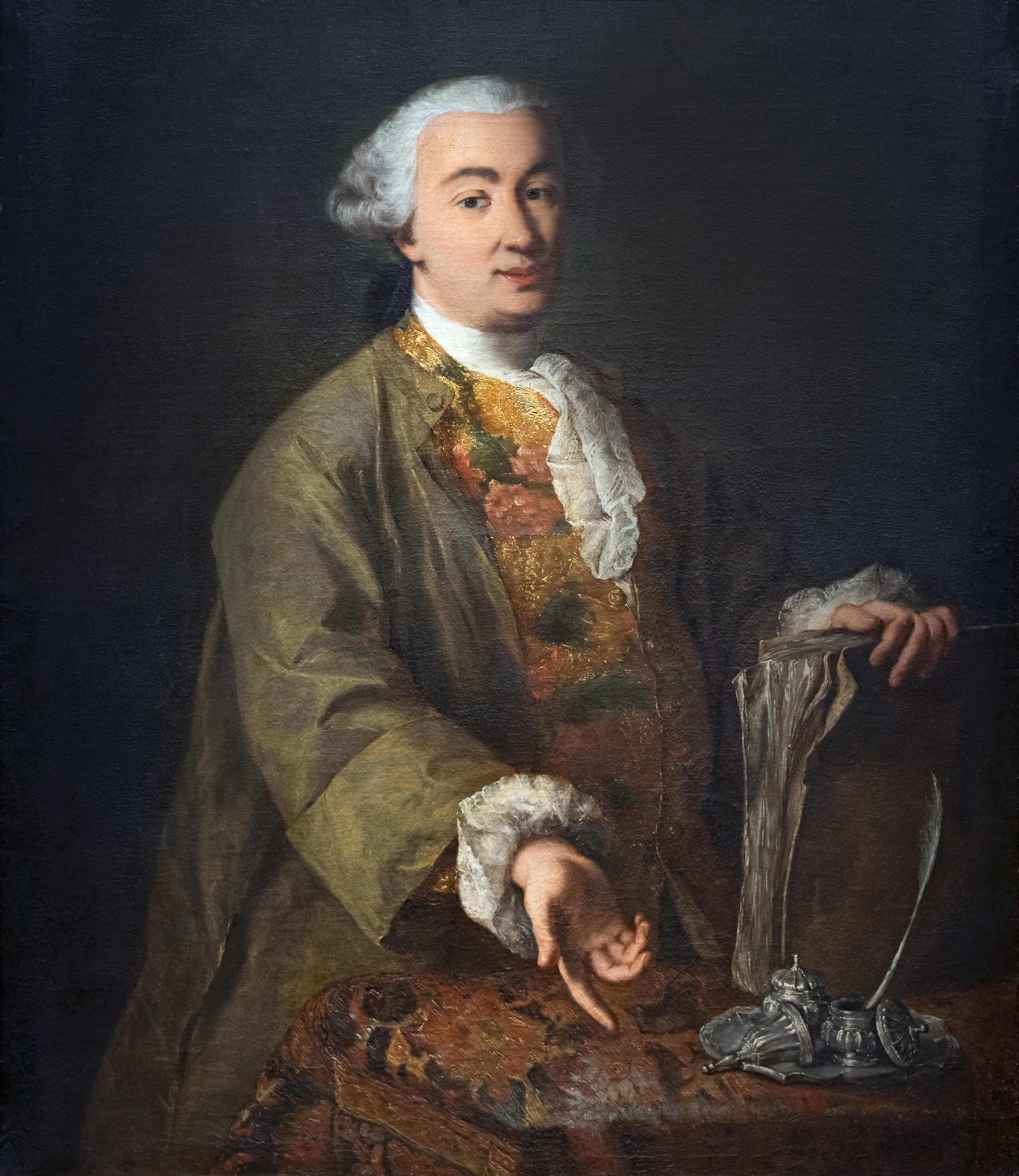
Carlo Goldoni (Porträt von Alessandro Longhi)

- 2. Mai: La bottega del caffè (Das Kaffeehaus), eine Komödie in drei Akten von Carlo Goldoni, hat mit Erfolg ihre Uraufführung in Mantua. Goldoni hat seinem Impresario die Inszenierung 16 neuer Stücke für die Spielzeit 1750/51 vertraglich zugesichert.
- 6. Mai: Das Intermezzo L’uccellatrice (Die Vogelfängerin) von Niccolò Jommelli wird am Teatro San Samuele in Venedig uraufgeführt. Der Verfasser des Librettos ist unbekannt.
- 23. Mai: Il bugiardo (Der Lügner), eine Komödie in drei Akten von Carlo Goldoni, wird in Mantua uraufgeführt. Die dritte Fassung wird schließlich zu einem Erfolg.
- Georg Friedrich Händel vollendet die Semi-Oper Alceste nach dem Schauspiel von Tobias Smollett, die zu seinen Lebzeiten allerdings nicht aufgeführt wird.
- um 1750: Baubeginn der Wehlburg.
- um 1750: Elizabeth Montagu eröffnet in London einen literarischen Salon, die Bluestocking Society.

### Gesellschaft
- 6. Oktober: Die Dienstmagd Maria Pauer wird im Erzbistum Salzburg wegen angeblicher Hexerei durch das Schwert hingerichtet, ihr Leichnam anschließend verbrannt.

- Das Krankenhaus Hôtel-Dieu de Carpentras wird errichtet.
- Die Adler-Apotheke in Stolberg wird in einem ehemaligen Kupferhof eingerichtet.
- Kaiserin Elisabeth Christine von Braunschweig-Wolfenbüttel stiftet die Elisabeth-Theresianische Militärstiftung.
- um 1750: In Wien geht der erste Schanigarten in Betrieb.

### Religion

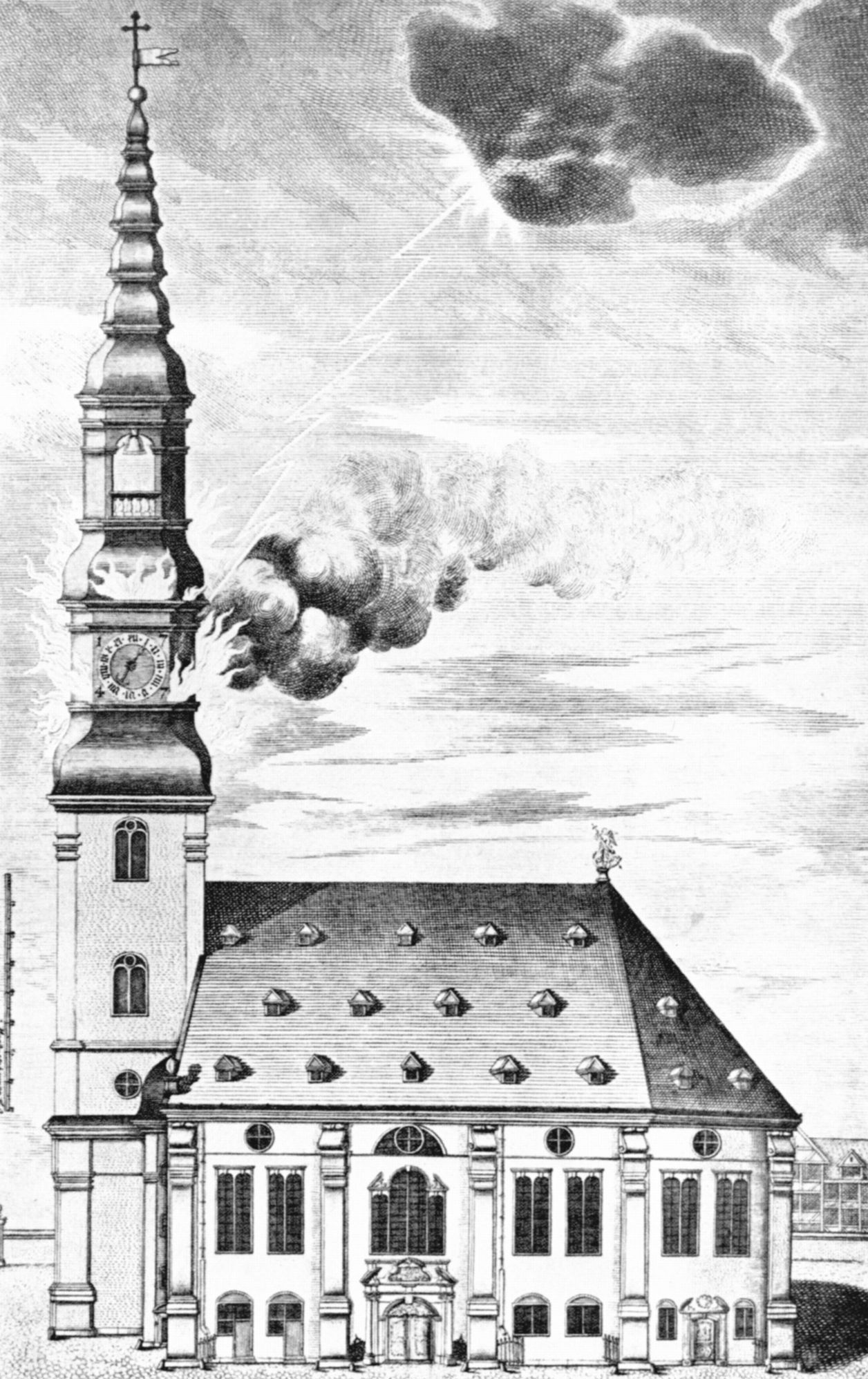
Blitzeinschlag in der Michaeliskirche 1750, Kupferstich von Franz Nikolaus Rolffsen

- 10. März: Nach einem Blitzeinschlag im Turm brennt die Hamburger Michaeliskirche bis auf die Grundmauern ab.
- Das Kapuzinerkloster Marsberg, das Kloster SS. Trinitatis in Günzburg und das Kloster St. Georg in Ingolstadt werden gegründet.
- Das Kloster Staffarda wird aufgelöst.

## Historische Karten und Ansichten

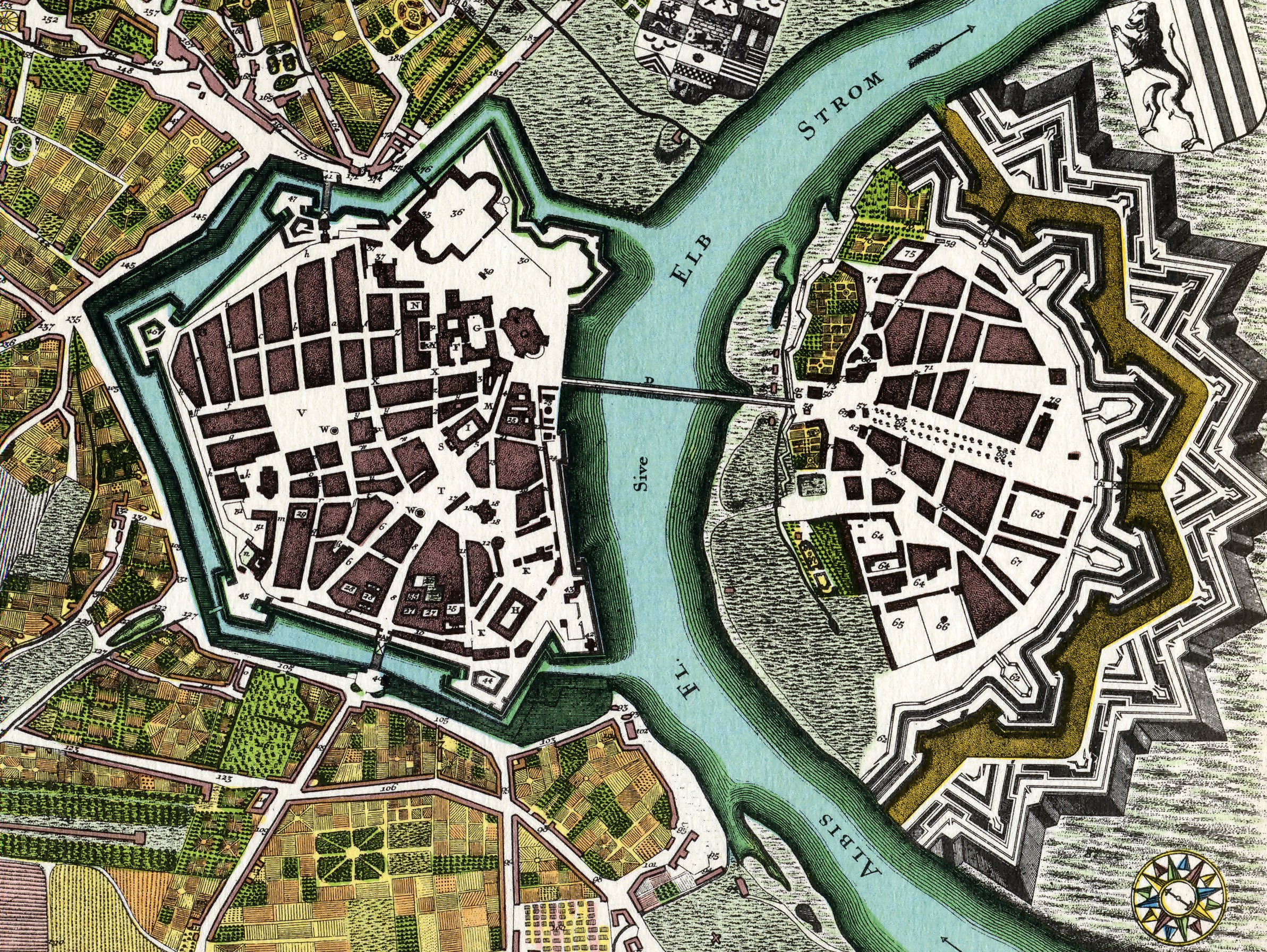
Stadtplan von Dresden von Matthäus Seutter, kolorierter Kupferstich 1750

## Geboren

### Erstes Quartal
- 01. Januar: Frederick Muhlenberg, erster Sprecher des Repräsentantenhauses der Vereinigten Staaten († 1801)
- 03. Januar: Helene von Breuning, Bonner Adelige und Förderin von Ludwig van Beethoven († 1838)
- 10. Januar: Heinrich Rathmann, preußischer Pädagoge, Historiker und evangelischer Pfarrer († 1821)
- 11. Januar: Johann Jakob Walder, Schweizer Politiker, Jurist und Komponist († 1817)
- 18. Januar: Odano Naotake, japanischer Maler († 1780)
- 18. Januar: Johann Gottlob Theaenus Schneider, deutscher Altphilologe, Naturwissenschaftler und Lexikograf († 1822)
- 20. Januar: Louise von Dänemark und Norwegen, Landgräfin von Hessen-Kassel († 1831)
- 25. Januar: Johann Gottfried Vierling, deutscher Organist und Komponist († 1813)
- 26. Januar: Johann Friedrich Facius, deutscher Pädagoge und Altphilologe († 1825)
- 28. Januar: Maria Karoline Flachsland, deutsche Autorin und Herausgeberin, Ehefrau von Johann Gottfried von Herder († 1809)
- 29. Januar: Eberhard Friedrich Bacmeister, preußischer Jurist und Beamter († 1820)
- 04. Februar: Johanna Gabriele von Österreich, Erzherzogin von Österreich und Prinzessin von Böhmen, Ungarn und der Toskana († 1762)
- 09. Februar: Friedrich Traugott Wettengel, böhmischer lutherischer Theologe († 1824)
- 12. Februar: Friedrich Christoph Jonathan Fischer, deutscher Historiker und Rechtswissenschaftler († 1797)
- 13. Februar: Johann Ludwig Ambühl, Schweizer Verwaltungsbeamter und Schriftsteller († 1800)
- 15. Februar: Valentin Stephan Still, Braumeister in München († 1795)
- 16. Februar: Engelbert Arndts, westfälischer Jurist, kaiserlicher Postmeister und Beamter († 1819)
- 19. Februar: Johann Daniel Lawaetz, deutscher Kaufmann und dänischer Etatsrat († 1826)
- 23. Februar: Johann Wilhelm Bartsch, deutscher Pädagoge, Universalgelehrter und Gutsbesitzer († 1828)
- 23. Februar: Katharina von Holstein-Beck, deutsche Adelige († 1811)
- 24. Februar: Miklós Révai, ungarischer Sprachwissenschaftler, Hochschullehrer, Zeichner und Schriftsteller († 1807)
- 28. Februar: Ignacy Potocki, polnischer Staatsmann und Schriftsteller († 1809)
- 05. März: Jean-Baptiste Gaspard d’Ansse de Villoison, französischer Altphilologe († 1805)
- 09. März: Johann Friedrich August Tischbein, deutscher (Familienporträt)-Maler († 1812)
- 14. März: Samuel Gottlieb Vogel, deutscher Mediziner († 1837)
- 16. März: Caroline Herschel, preußische Astronomin († 1848)
- 22. März: Gustav von Schlabrendorf, deutscher Schriftsteller († 1824)
- 23. März: Johannes Matthias Sperger, österreichischer Komponist († 1812)
- 26. März: Charles-Gilbert Romme, französischer Mathematiker und Politiker, Märtyrer des Prairial-Aufstandes († 1795)
- 28. März: Francisco de Miranda, venezolanischer Freiheitskämpfer gegen die Spanier († 1816)
- 30. März: Carl Friedrich Ulrich von Ahlefeldt von Dehn, Baron von Dehn auf Ludwigsburg († 1829)
- 000März: Robert Bowie, US-amerikanischer Politiker, Gouverneur von Maryland († 1818)
- 000März: Gottfried Raaff, deutscher Landschaftsarchitekt († 1851)

### Zweites Quartal
- 01. April: Étienne André François de Paule Fallot de Beaumont de Beaupré, französischer Bischof († 1835)
- 01. April: Hugo Kołłątaj, polnischer Politiker und Publizist († 1812)
- 06. April: James Watson, US-amerikanischer Politiker († 1806)
- 07. April: Maria Beatrice d’Este, Erzherzogin von Österreich sowie Herzogin von Massa und Carrara, Begründerin der Linie Österreich-Este († 1829)
- 09. April: Georg Friedrich Götz, deutscher lutheranischer Prediger († 1813)
- 10. April: James Ogilvy, 7. Earl of Findlater, schottisch-britischer Peer († 1811)
- 10. April: Leopold Westen, deutscher Offizier und Hochschullehrer († 1804)
- 24. April: Simon L’Huilier, Schweizer Mathematiker († 1840)
- 24. April: John Trumbull, US-amerikanischer Dichter († 1831)
- 25. April: Joanna Southcott, englische Schwärmerin († 1814)
- 30. April: Friedrich Hildebrand von Einsiedel, deutscher Jurist, Schriftsteller und Übersetzer († 1828)
- 02. Mai: John André, britischer Offizier († 1780)
- 13. Mai: Johann Christian Kayser, deutscher Orgelbauer († 1813)
- 13. Mai: Sophia Lee, englische Schriftstellerin († 1824)
- 13. Mai: Lorenzo Mascheroni, italienischer Mathematiker († 1800)
- 14. Mai: Johann Gerhard Helmcke, deutsche Bäckermeister, Getreidehändler und Grundstückspekulant, Bewahrer der Herrenhäuser Allee in Hannover († 1824)
- 14. Mai: William Windham, britischer Politiker († 1810)
- 19. Mai: Kaspar Heinrich von Sierstorpff, deutscher Forst- und Staatsmann, Gründer des Bades in Bad Driburg († 1842)
- 22. Mai: Rudolph Jänisch, deutscher evangelisch-lutherischer Geistlicher († 1826)

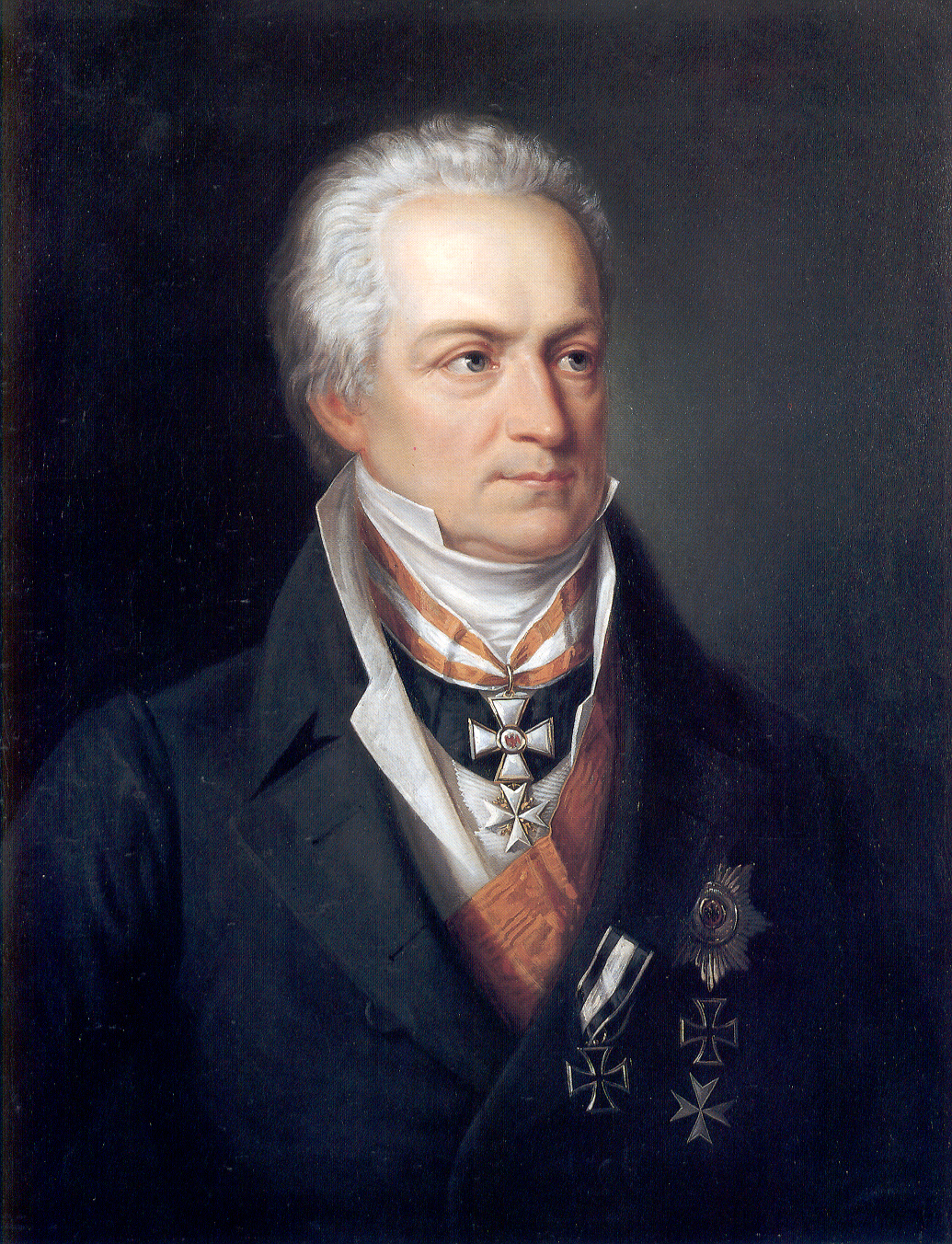
Karl August von Hardenberg

- 31. Mai: Karl August von Hardenberg, preußischer Staatsmann († 1822)
- 06. Juni: José Correia da Serra, portugiesischer Geistlicher, Gelehrter, Diplomat und Botaniker († 1823)
- 23. Juni: Déodat de Dolomieu, französischer Geologe und Mineraloge († 1801)

### Drittes Quartal
- 05. Juli: François Pierre Ami Argand, schweizerischer Physiker, Chemiker, Erfinder und Unternehmer († 1803)
- 05. Juli: Peter Anton Ulrich Piutti, italienischer Unternehmer und Kaufmann in Deutschland († 1823)
- 06. Juli: Johann Gottfried Brügelmann, deutscher Unternehmer und Gründer der ersten Fabrik auf dem europäischen Festland († 1802)
- 09. Juli: Bathilde d’Orléans, Herzogin von Bourbon, Prinzessin von Condé († 1822)
- 09. Juli: Thomas Posey, US-amerikanischer Politiker, Gouverneur des Indiana-Territoriums († 1818)
- 11. Juli: Bernhard Gottlieb Isaak von Diesbach, Schweizer Politiker († 1807)
- 14. Juli: Aaron Arrowsmith, englischer Kartograf, Graveur und Verleger († 1823)
- 14. Juli: Frederik von Haxthausen, dänischer Offizier und erster norwegischer Staatschef († 1825)
- 15. Juli: Franz, Herzog von Sachsen-Coburg-Saalfeld († 1806)
- 23. Juli: Friedrich Ewald Ernst von Massow, deutscher Beamter († 1791)
- 25. Juli: Henry Knox, US-amerikanischer oberster Artillerieoffizier der Kontinentalarmee († 1806)
- 29. Juli: Fabre d’Églantine, französischer Dichter, Schauspieler, Dramaturg und Revolutionär († 1794)
- 03. August: Ludwig Engelbert Marie Joseph Augustin, Herzog von Arenberg, Aarschot und Meppen und Fürst von Recklinghausen († 1820)
- 09. August: Helwig Bernhard Jaup, deutscher Jurist und Hochschullehrer († 1806)
- 10. August: Daniel Gottlob Türk, deutscher Organist und Musiktheoretiker († 1813)
- 18. August: Antonio Salieri, italienisch-österreichischer Komponist, Kapellmeister und Musikpädagoge († 1825)
- 19. August: Johann Georg August Galletti, deutscher Historiker und Geograf († 1828)
- 20. August: Julie Clodius, deutsche Schriftstellerin († 1805)
- 24. August: Hans Ernst Bütemeister, deutscher Beamter († 1837)
- 24. August: Laetitia Ramolino, korsische Kleinadelige, Stammmutter der Bonaparte-Familie († 1836)
- 26. August: Marie Zéphyrine, französische Prinzessin († 1755)
- 29. August: Johann Christoph Stelzhammer, österreichischer katholischer Geistlicher und Physiker († 1840)
- 02. September: Pehr Frigel, schwedischer Komponist († 1842)
- 03. September: Arthur Dillon, französischer General († 1794)
- 03. September: Jacques-François Menou, französischer General († 1810)
- 08. September: Tanikaze Kajinosuke, japanischer Sumōringer und vierter Yokozuna († 1795)
- 13. September: Giuseppe Albani, italienischer römisch-katholischer Kardinal († 1834)
- 13. September: Friedrich Ludwig Sckell, deutscher Landschaftsgärtner († 1823)
- 16. September: Johann Melchior Kubli, Schweizer Politiker († 1835)
- 21. September: François-Pierre Savary, Schweizer Politiker († 1821)
- 22. September: Christian Konrad Sprengel, deutscher Theologe und Naturkundler († 1816)
- 24. September: Luise von Brandenburg-Schwedt, Herzogin von Anhalt-Dessau († 1811)
- 26. September: Cuthbert Collingwood, 1. Baron Collingwood, britischer Vizeadmiral († 1810)

### Viertes Quartal
- 01. Oktober: Albert Jakob Arnoldi, deutscher Theologe und Orientalist († 1835)
- 02. Oktober: David Levade, Schweizer evangelischer Geistlicher und Hochschullehrer († 1834)
- 07. Oktober: Abraham Woodhull, US-amerikanischer Spion († 1826)
- 08. Oktober: Adam Afzelius, schwedischer Botaniker († 1837)
- 08. Oktober: Friedrich Wilhelm Eugen Döll, deutscher Bildhauer († 1816)
- 10. Oktober: Wilhelm Ferdinand von Dörnberg, preußischer Jurist und Beamter († 1783)
- 19. Oktober: Ludwig Schneider, deutscher Verwaltungsbeamter († 1826)
- 22. Oktober: Joseph Calhoun, US-amerikanischer Politiker († 1817)
- 23. Oktober: Thomas Pinckney, US-amerikanischer Soldat, Politiker und Diplomat († 1828)
- 31. Oktober: D. Leonor de Almeida Portugal, portugiesische Adelige und Lyrikerin († 1839)
- 05. November: Bak Je-ga, koreanischer Politiker und Ökonom († 1815)
- 07. November: Friedrich Leopold zu Stolberg-Stolberg, deutscher Politiker und Dichter († 1819)
- 09. November: Johann Wilhelm Fuhrmann, deutscher evangelischer Theologe und Hochschullehrer († 1780)
- 15. November: Amasa Learned, US-amerikanischer Politiker († 1825)
- 18. November: Wolfgang Heribert von Dalberg, Pfälzer Kämmerer von Worms und Intendant des Nationaltheaters in Mannheim († 1806)
- 30. November: Andreas Joseph Schnaubert, deutscher Rechtswissenschaftler († 1825)
- 30. November: Michael Stiehr, deutscher Orgelbauer († 1829)
- 000November: John Henry, US-amerikanischer Politiker, Gouverneur von Maryland († 1798)
- 03. Dezember: Johann Martin Miller, deutscher Theologe und Schriftsteller († 1814)
- 06. Dezember: David Friedländer, deutscher Fabrikant und Autor († 1834)
- 06. Dezember: Pierre-Henri de Valenciennes, französischer Maler († 1819)
- 07. Dezember: Cornelia Schlosser, deutsche Briefeschreiberin und Schwester von Johann Wolfgang von Goethe († 1777)
- 11. Dezember: Isaac Shelby, US-amerikanischer Offizier und Politiker († 1826)
- 12. Dezember: Anne Barnard, schottische Schriftstellerin und Künstlerin († 1825)
- 17. Dezember: Elizabeth Craven, britische Schriftstellerin († 1828)
- 17. Dezember: Joseph Franz Xaver Stark, deutscher katholischer Theologe († 1816)
- 20. Dezember: Isaak Daniel Itzig, königlich preußischer Hoffaktor und -bankier († 1806)
- 21. Dezember: Johann Theodor Stockmar, deutscher Münzeisenschneider, Münzwardein und Münzmeister († um 1820)
- 22. Dezember: Nicolaus Sander, deutscher evangelischer Geistlicher († 1824)
- 23. Dezember: Friedrich August I., Kurfürst und König von Sachsen, Herzog von Warschau († 1827)

### Genaues Geburtsdatum unbekannt
- George Adams junior, englischer Instrumentenbauer und Verfasser wissenschaftlicher Bücher († 1795)
- Johann von Andrássy, ungarischer Militär († 1817)
- Julián Apaza, indigener Aufständischer in Alto Perú gegen die Spanier († 1781)
- Buckongahelas, Häuptling der Lenni Lenape († 1805)
- Jakob Friedrich Dörr, württembergischer Porträtmaler († 1788)
- Christopher Greenup, US-amerikanischer Politiker, Gouverneur von Kentucky († 1818)
- Heshen, mandschurischer Beamter der Qing-Dynastie († 1799)
- John Laurance, US-amerikanischer Jurist und Politiker († 1810)
- Christian Lofthuus, norwegischer Bauernführer († 1797)
- Murad Bey Muhammad, Emir der Mamluken und Regent in Ägypten († 1801)
- Margaret Nicholson, englische Attentäterin († 1828)
- Pemulwuy, Stammesführer der Darug-Aborigines in New South Wales († 1802)
- Johann Georg Reichert, Berliner Bankdirektor († 1826)
- Luise Franziska Sophie von Schardt, Weimarer Bürgerin, Schwester der Charlotte von Stein und Freundin von Johann Wolfgang von Goethe, Johann Gottfried von Herder und Friedrich von Schiller († 1803)
- Sengai, japanischer Mönch der Rinzai-shū († 1837)
- Shiba Zenkō, japanischer Schriftsteller und Schauspieler († 1793)
- Benjamin Taliaferro, US-amerikanischer Politiker († 1821)
- Thomas Tillotson, US-amerikanischer Arzt und Politiker († 1832)
- Maria Barbara Wäser, deutsche Schauspielerin und Theaterdirektorin († 1797)
- Richard Winn, US-amerikanischer Politiker, Vizegouverneur von South Carolina († 1818)
- Yazid, Sultan von Marokko († 1792)

### Geboren um 1750
- Pauline Buisson, eine in der Karibik geborene Sklavin, die in Yverdon tätig war
- John Hoskins Stone, US-amerikanischer Politiker, Gouverneur von Maryland († 1804)
- Tío Luis el de la Juliana, spanischer Sänger
- William Lee, Leibsklave George Washingtons († 1828)
- Câbî Ömer Efendi, osmanischer Steuerbeamter und Chronist († 1814)

## Gestorben

### Januar bis April
- 06. Januar: Georg Lisiewski, deutscher Porträtmaler (* 1674)
- 07. Januar: Joseph Anton Merz, deutscher Maler (* 1681)
- 08. Januar: Jan (II) Six, Amsterdamer Regent (* 1668)
- 22. Januar: Franz Xaver Josef von Unertl, kurfürstlich bayerischer Geheimer Ratskanzler und Konferenzminister (* 1675)
- 23. Januar: Michael Lilienthal, deutscher lutherischer Theologe und Historiker (* 1686)
- 27. Januar: Iwan Jurjewitsch Trubezkoi, russischer Feldmarschall (* 1667)
- 29. Januar: Daniel Salthenius, schwedischer Pädagoge und evangelischer Theologe (* 1701)
- 01. Februar: Moyse Garrigue, Juwelier und Gerichtsassessor der Französischen Kolonie zu Magdeburg (* 1708)
- 02. Februar: Johann Graf, deutscher Komponist (* 1684)
- 05. Februar: Adolph Friedrich Hamberger, deutscher Mediziner (* 1727)
- 07. Februar: Johann Sigismund Kripner, deutscher Theologe, Orientalist und Hochschullehrer (* 1710)
- 08. Februar: Siard Frick, Abt von Schussenried (* 1679)
- 14. Februar: Franz Albert Aepinus, deutscher evangelischer Theologe, Schriftsteller und Philosoph (* 1673)
- 14. Februar: Carl Friedrich Pöppelmann, kursächsischer Baudirektor (* 1696/97)
- 18. Februar: Georg Bernhard Bilfinger, württembergischer Philosoph, Baumeister, Mathematiker und Theologe (* 1693)
- 22. Februar: Pietro Filippo Scarlatti, italienischer Komponist, Organist und Chorleiter (* 1679)
- 27. Februar: Alberto de Churriguera, spanischer Architekt (* 1676)
- 01. März: Friedrich Andreas Hallbauer, deutscher lutherischer Theologe (* 1692)
- 15. März: David Schatz, sächsischer Architekt und Hofbaumeister (* 1667/68)
- 19. März: Sebastian Zeidlmayr, bayerischer Geistlicher, Organist und Musikpädagoge (* 1671)
- 31. März: Christina Sophia von Ostfriesland, Fürstin von Schwarzburg-Rudolstadt (* 1688)
- 31. März: Johanna Charlotte von Anhalt-Dessau, Markgräfin von Brandenburg-Schwedt (* 1682)
- 01. April: William Parks, englischer Drucker und Verleger (* um 1700)
- 12. April: Georg Wilhelm Henning, deutsch-russischer Ingenieur, Konstrukteur, Offizier und Organisator (* 1676)
- 15. April: Theophilus Grabener, deutscher Pädagoge (* 1685)
- 29. April: Egid Quirin Asam, deutscher Maler, Stuckateur und Bildhauer (* 1691)

### Mai bis August
- 01. Mai: David Stähelin, Bürgermeister von St. Gallen (* 1673)
- 07. Mai: Gustav Philipp Mörl, deutscher evangelischer Geistlicher und Bibliothekar (* 1673)
- 09. Mai: Rudolf Garrels, deutscher Orgelbauer (* 1675)
- 13. Mai: Johann Friedrich Ernst Müller, deutscher Orgelbauer (* 1704)
- 17. Mai: Georg Engelhard Schröder, schwedischer Porträt- und Historienmaler (* 1684)
- 25. Mai: Illarion Gawrilowitsch Woronzow, russischer Senator, Geheimrat und Gouverneur (* 1674)
- 28. Mai: Franz Anton Baumann, österreichischer Kirchenmusiker und Komponist (* 1704)
- 28. Mai: Samuel Lutz, Schweizer pietistischer Pfarrer (* 1674)
- 28. Mai: Sakuramachi, Tennō von Japan (* 1720)
- 29. Mai: Giuseppe Porsile, italienischer Komponist und Gesangslehrer (* 1680)
- 30. Mai: Samuel König, Schweizer Mathematiker, Orientalist und pietistischer Theologe (* 1671)
- 02. Juni: Valentin Rathgeber, deutscher Benediktiner, Komponist, Organist und Chorleiter (* 1682)
- 04. Juni: Friedrich Ludwig, Fürst von Hohenzollern-Hechingen (* 1688)
- 09. Juni: Mattia Bortoloni, italienischer Maler (* 1696)
- 12. Juni: Muhammad Bahawal Khan I., Emir und Nawab von Bahawalpur (* 1715)
- 14. Juni: Johann Christoph Balser, deutscher Rechtswissenschaftler (* 1710)
- 25. Juni: Diego Francesco Carlone, italienischer Stuckateur (* 1674)
- 03. Juli: Jesaias Friedrich Weissenborn, deutscher lutherischer Theologe (* 1673)
- 23. Juli: Ferdinand Leopold von Hohenzollern-Sigmaringen, kurkölnischer Premierminister (* 1692)
- 26. Juli: Wassili Nikititsch Tatischtschew, russischer Staatsmann, Historiker, Geograph und Ethnograph (* 1686)

Todesnachricht J.S. Bach vom 31. Juli

- 28. Juli: Johann Sebastian Bach, deutscher Komponist und Organist (* 1685)
- 28. Juli: Conyers Middleton, englischer Geistlicher und Autor (* 1683)

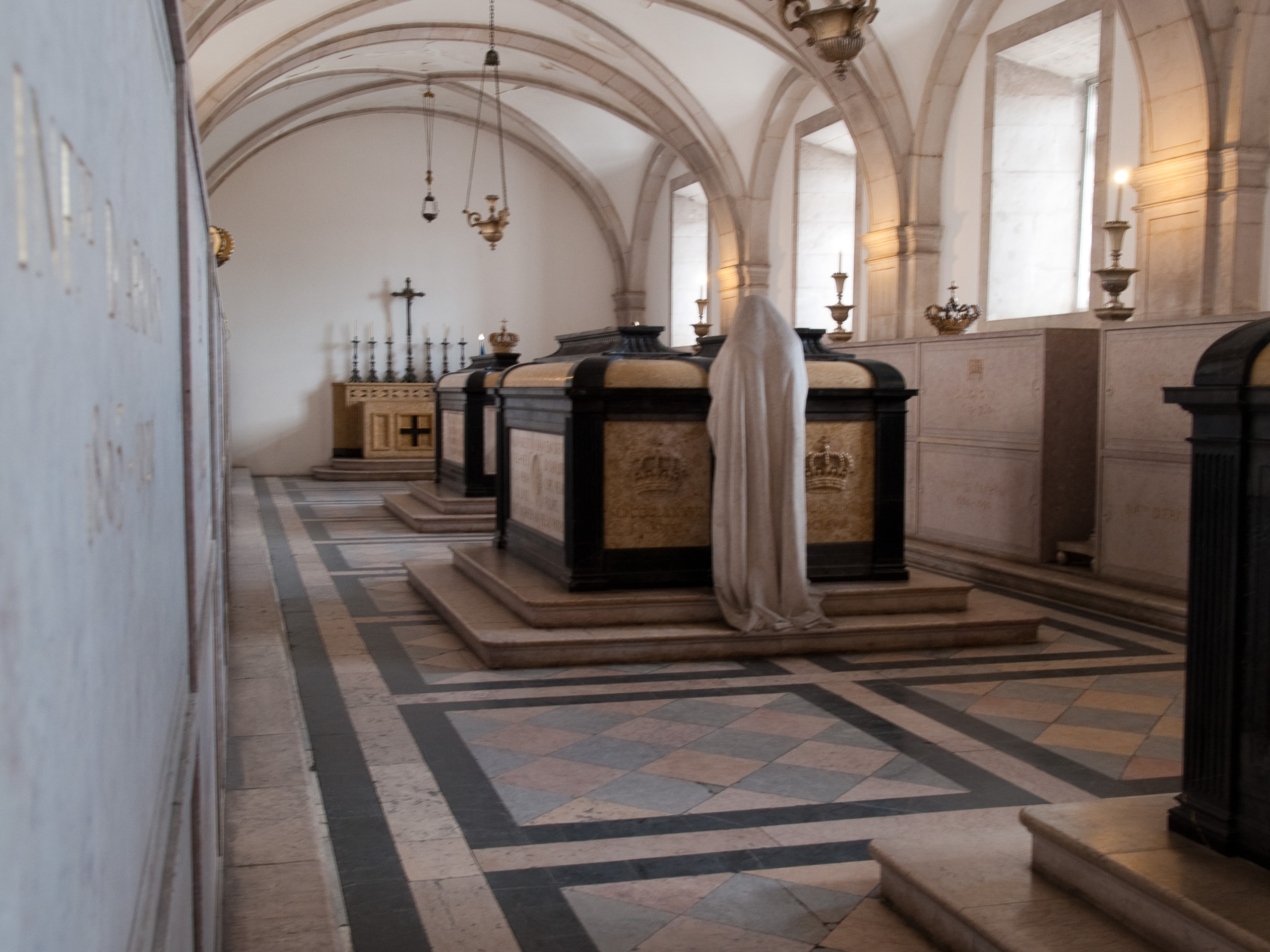
Grabmal von Johann V.

- 31. Juli: Johann V., König von Portugal (* 1689)
- 31. Juli: Johann George Schreiber, deutscher Kupferstecher, Kartograph und Verleger (* 1676)
- Anfang August: Abraham Vandenhoeck, niederländischer Buchhändler und Verleger (* um 1700)
- 08. August: Charles Lennox, 2. Duke of Richmond, britischer General und Politiker (* 1701)
- 12. August: Rachel Ruysch, niederländische Malerin (* 1664)
- 13. August: Leonhard von Beauvryé, preußischer Generalmajor sowie Erbauer und Namensgeber des „Palais Beauvryé“ in Berlin (* 1690)
- 15. August: Margaretha Theodora Agnes von Velen, Äbtissin im Stift Nottuln (* 1668)
- 16. August: Philipp Ludwig Dreyßigmark, deutscher evangelischer Geistlicher (* 1676)
- 22. August: Johann Anton Weise, deutscher Orgelbauer (* 1672)
- 23. August: Johann Christian Krüger, deutscher Schriftsteller, Schauspieler und Dramatiker (* 1723)
- 29. August: Kasimir Anton von Sickingen, Fürstbischof von Konstanz (* 1684)

### September bis Dezember
- 02. September: Burkhard Leberecht Behrisch, deutscher Jurist und Bürgermeister von Dresden (* 1682)
- 04. September: José de Cañizares, spanischer Dramatiker und Librettist (* 1676)
- 04. September: Margret Zeerleder-Lutz, Schweizer Pietistin (* 1674)
- 10. September: Johann Gottlob Weidler, deutscher Rechtswissenschaftler (* 1708)
- 17. September: Carl Theodorus Pachelbel, deutscher Organist und Komponist in den amerikanischen Kolonien (* 1690)
- 29. September: Nicolaus Rohlfs, deutscher Mathematiker, Astronom, Landmesser und Kalendermacher (* 1695)

- 03. Oktober: Matthias Georg Monn, österreichischer Komponist, Organist und Musikpädagoge (* 1717)
- 06. Oktober: Maria Pauer, Salzburger Dienstmagd, letzte Frau, die auf dem Gebiet des heutigen Österreichs wegen angeblicher Hexerei hingerichtet wurde (* 1734/36)
- 09. Oktober: Maria Anna von Bayern, bayerische Ordensschwester (* 1696)
- 12. Oktober: Angelo Ragazzi, italienischer Komponist und Violinist (* um 1680)
- 16. Oktober: Silvius Leopold Weiss, deutscher Lautenist und Komponist (* 1687)
- 27. Oktober: August I., Prinz von Schwarzburg-Sondershausen (* 1691)
- 00. Oktober: Andreas Steinböck, österreichischer Steinmetzmeister und Bildhauer (* um 1667)

- 01. November: Gustaaf Willem van Imhoff, Generalgouverneur von Niederländisch-Indien (* 1705)
- 02. November: Theodor Ankarcrona, schwedischer Admiral und Landshövding über Stockholms län (* 1687)
- 06. November: Jonathan Law, britischer Kolonialbeamter und Gouverneur der Colony of Connecticut (* 1674)
- 11. November: Gyurme Namgyel, tibetischer Herrscher
- 11. November: Apostolo Zeno, venezianischer Gelehrter, Dichter und Librettist (* 1668)
- 15. November: Pantaleon Hebenstreit, deutscher Komponist, Musiker und Tanzlehrer, Erfinder des Pantaleons (* 1668)
- 16. November: Johann Georg von Königsfeld, Reichsvizekanzler des Heiligen Römischen Reiches (* 1679)
- 19. November: Franz Retz, Ordensgeneral der Jesuiten (* 1673)

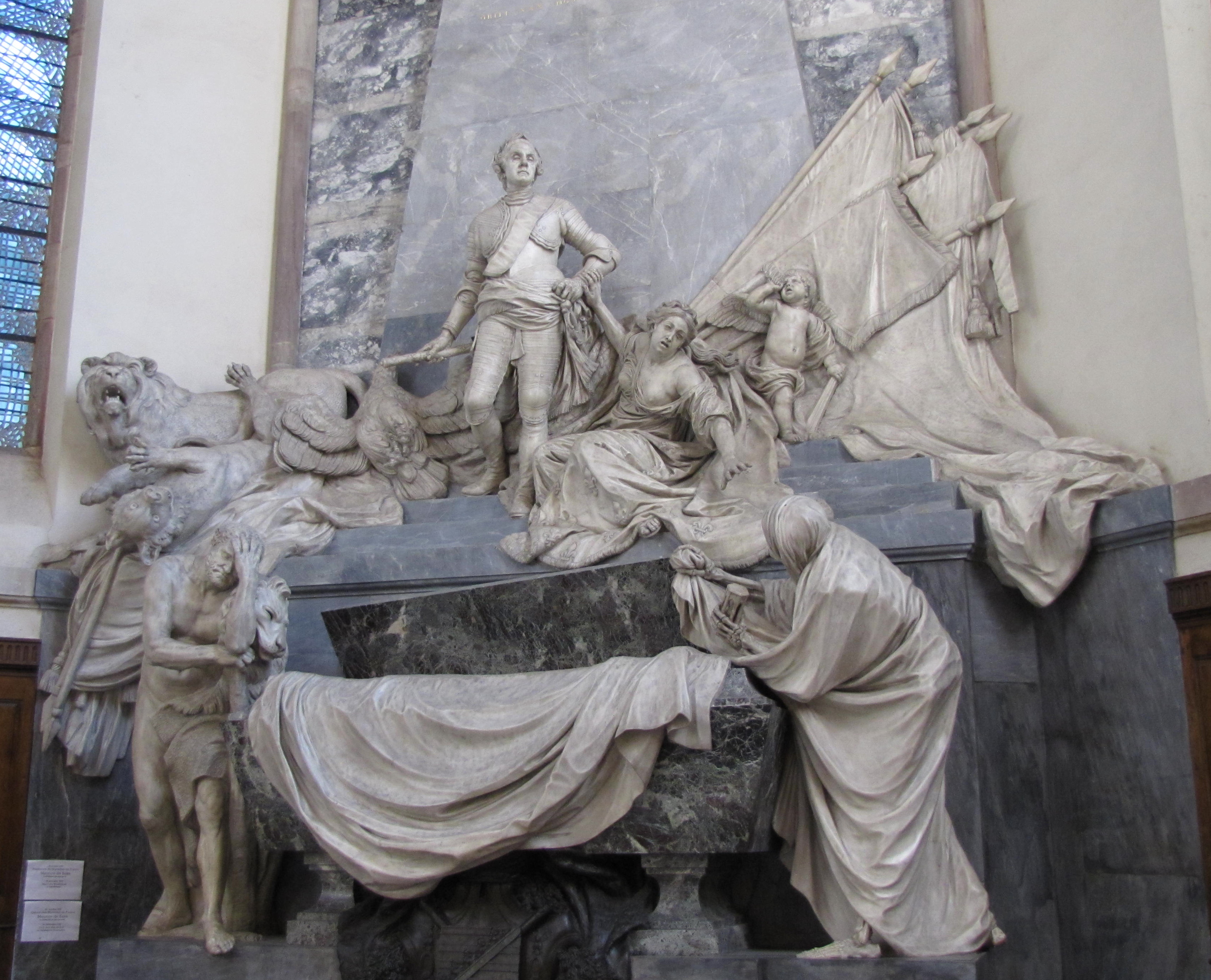
Grabmal des Moritz von Sachsen

- 30. November: Moritz von Sachsen, Herzog von Kurland, deutsch-französischer General, Kriegstheoretiker und Marschall von Frankreich (* 1696)
- 01. Dezember: Johann Gabriel Doppelmayr, deutscher Astronom (* 1677)
- 21. Dezember: Elisabeth Christine von Braunschweig-Wolfenbüttel, Erzherzogin von Österreich, Deutsche Königin und Kaiserin des Heiligen Römischen Reichs (* 1691)
- 22. Dezember: Georg Friedrich Christian Seekatz, deutscher Maler (* 1683)
- 24. Dezember: Christian Döring, Leipziger Architekt und Baumeister (* 1677)
- 25. Dezember: Friedrich Wilhelm Weidemann, preußischer Hofmaler (* 1668)

### Genaues Todesdatum unbekannt
- Louis du Bussy (* 1714), Waldenser aus dem Piemont, Arzt und Apotheker
- Johannes Harpprecht (* 1693)
- Opoku Ware I., Herrscher des Aschantireichs im heutigen Ghana (* 1700)
- Sulaiman II., Schah von Persien aus der Dynastie der Safawiden
- Julius Ludwig Rothweil, hessischer Baumeister (* um 1676)
- Johann Balthasar Schäffer, deutscher Augustinermönch und Tanzmeister (* 1684)
- Guillaume Thomas Taraval, schwedischer Maler (* 1701)
- Jorge de Villalonga, spanischer Kolonialverwalter, Vizekönig von Neugranada (* 1655)
- Justus Wehmer, deutscher Baumeister in Hildesheim (* um 1690)